# George Stuart White
George Stuart White, född 6 juli 1835 i Portstewart i det irländska grevskapet Antrim, död 24 juni 1912 i London, var en brittisk fältmarskalk i landets armé.
White erhöll Viktoriakorset för tapperhet i strid i andra anglo-afghanska kriget 1879-1880.

## Biografi
White var officer vid Inniskillingsfysiljärerna 1853 och deltog i striderna för det indiska upprorets bekämpande 1857-1859 samt med stor utmärkelse i kriget i Afghanistan 1879-1880. Befordrad till överstelöjtnant deltog han i Sudanexpeditionen 1884-1885 och, som brigadchef, i kriget i Burma 1885-1886. 1893 efterträdde han Frederick Roberts, 1:e earl Roberts som högste befälhavare över trupperna i Indien och uppgjorde som sådan planerna för Chitralexpeditionen 1895 och Tirahfälttåget 1897. 
White, som 1895 utnämnts till generallöjtnant, blev vid återkomsten från Indien 1898 generalkvartermästare i hemlandet. När boerkriget utbröt i oktober 1899, blev han befälhavare för trupperna i Natal. Efter åtskilliga strider med boerna inneslöts han med 13 000 man i Ladysmith, en stad som han under svåra förhållanden försvarade tills den undsattes 28 februari 1900. Samma år blev han general och guvernör i Gibraltar. År 1903 blev han fältmarskalk. År 1905 återvände han till England och utnämndes till guvernör för invalidinrättningen i Chelsea. 
Personligt mod, lugn, uthållighet samt besittande en orubblig förtröstan på en lycklig utgång även under de mest prövande förhållanden är karaktärsegenskaper som har tillskrivits White.